# Seidenleinen
Seidenleinen war Anfang des 20. Jahrhunderts eine Bezeichnung für Vorhang- und Wäschestoffe aus sehr feinen Leinengarnen, die so ausgerüstet worden sind, dass sie einen seidenartigen Glanz aufwiesen. Erreicht wird so ein seidenartiger Glanz von Leinen- und Halbleinengeweben zum Beispiel durch Mangeln, bei dem schwach angefeuchtete Gewebe auf Walzen aufgewickelt und dann starkem, rollendem Druck ausgesetzt werden.
Später wurde diese Handelsbezeichnung auch für Handarbeitsstoffe zum Sticken und Fadenzug-Arbeiten und für Leinen-Imitat-Kleiderstoffe aus Schappe-Zwirnen oder Bourette sowie aus groben Viskose-Spinnfaser-Garnen mit Feinheitsschwankungen in Kette und Schuss der Gewebe verwendet. Alle Bedeutungen dieses Begriffs werden aber durch das Textilkennzeichnungsgesetz nicht gedeckt.